# كونان بيرني
كونان بيرني (بالإنجليزية: Conan Byrne)‏ (10 يوليو 1985 بدبلن في جمهورية أيرلندا - ) هو لاعب كرة قدم أيرلندي في مركز الوسط. لعب مع باتريك أتلتيك ونادي شيلبورن ونادي كلية جامعة دبلن وSporting Fingal F.C. ‏.

## وصلات خارجية
- كونان بيرني على موقع قاعدة بيانات كرة القدم.إي يو (الإنجليزية)